# Killer Instinct (jeu vidéo, 1994)
Pour les articles homonymes, voir Killer Instinct.
Killer Instinct est un jeu vidéo de combat, développé par le studio anglais Rare associé avec Midway et Nintendo en 1994. Ce jeu fait partie de la série Killer Instinct,.

## Trame

### Description
La société Ultratech est une des mégacorporations les plus puissantes de la planète. Spécialisée dans la communication, la recherche, la fabrication et la vente d'armes, son influence est quasi-incontournable. Parmi les événements médiatiques annuels les plus suivis trône le Tournoi Killer Instinct, produit par Ultratech et au cours duquel les dernières innovations technologiques, projets scientifiques et autres découvertes sont testées, lors de combats à mort. 11 protagonistes sont inscrits à cette nouvelle édition, un seul décrochera la victoire.

### Personnages
Killer Instinct inclut onze personnages. La version Game Boy ne dispose pas de tous les personnages.

## Système de jeu
La plus grosse innovation de Killer Instinct porte sans aucun doute sur son système de jeu. 
La richesse des coups était impressionnante pour l'époque (par opposition au hit Street Fighter 2). En effet, un certain nombre de « conventions » propre au jeu de combat avaient pu être mises en place par Capcom (rounds, combinaisons de touches...). Pour Killer Instinct, les développeurs ont supprimé les rounds afin de rendre les combats plus fluides, le joueur disposant simplement d'une double barre de vie. À l'heure actuelle, Killer Instinct est le seul jeu vidéo de combat qui ne repose pas sur des victoires par rounds.
Les affrontements sont dynamisés par un système de combos lui aussi extrêmement novateur pour ce type de jeu. Si plusieurs combinaisons de touches sont toujours nécessaires afin de manier les personnages, l'enchaînement de plusieurs combinaisons permettent l'apparition de nouveaux mouvements.

### Combos
Le système de combos permet d'enchaîner plusieurs dizaines de coups sur son adversaire. Pour rentrer plus en détail, un combo est formé par une suite de coups spéciaux comprenant chacun plusieurs coups unitaires.
Par exemple, le personnage Jago peut asséner un coup de pied sauté à l'horizontale [1 coup] suivi d'un coup d'épée circulaire [1 coup], terminé d'un uppercut [4 coups] (comme dans Street Fighter et King Of Fighter).
Les coups spéciaux peuvent être classés en plusieurs types :
- coups d'ouverture (obligatoire pour la réalisation d'un combo) ;
- coups de transition ;
- coups d'enchaînement ;
- coups de fermeture ;
- combo-Breaker (contre-attaque).

La réalisation d'un combo observe ainsi une forme récurrente :
Ouverture / Transition / Enchaînement / Transition / Fermeture
Il est possible d'enchaîner les 4 premiers coups spéciaux jusqu'à ce que l'ennemi soit évanoui. La seule restriction est de commencer par une ouverture. 
Le Combo-Breaker est plus particulier, il reste le seul moyen d'interrompre le combo de l'adversaire et peut ainsi agir comme une ouverture.
Reprenons l'exemple de Jago qui doit sauter sur son adversaire, donner un coup d'épée suivi d'un uppercut. Il réalise un combo de 9 coups, alors que seules quelques pressions de boutons auront été nécessaires.
| Ouverture          | Transition                  | Enchaînement           | Transition                | Fermeture |
| ------------------ | --------------------------- | ---------------------- | ------------------------- | --------- |
| Coup de pied sauté | Coup de poing de transition | Coup d'épée circulaire | Coup d'épée de transition | Uppercut  |
| 1 coup             | 2 coups                     | 1 coup                 | 1 coup                    | 4 coups   |

Il existe des transitions, des ouvertures, des fermetures et des enchaînements qui permettent de donner plus ou moins de coups. De même plusieurs de ces types de coups sont disponibles par personnes. Autant dire que la diversité de combos est énorme. Il semble qu'il ne soit cependant pas possible de réaliser un combo supérieur à 48 coups, l'Ultra Combo. Toutefois, plus les coups sont nombreux, moins ils font de mal à l'adversaire et plus le risque devient grand de subir un Combo-Breaker.

### Fatalités
Killer Instinct permet d'infliger des fatalités, concept développé par Midway sur la série Mortal Kombat, qui consiste à achever son adversaire à la fin du combat. L'innovation du jeu porte sur la manière, sanglante ou amusante, de terminer son ennemi :
- les fatalités de bases permettent de tuer son adversaire d'une façon souvent horrible et gore ;
- les fatalités spéciales, mettant en scène une particularité du personnage :
  - Orchid : montre ses seins ou transforme l'adversaire en crapaud et le piétine,
  - Glacius : liquéfie puis absorbe l'adversaire,
  - Riptor : dévore l'ennemi,
  - Sabrewulf : lacère mortellement l'opposant ;
- les humiliations permettent d'hypnotiser et de faire danser l'adversaire sur une musique ridicule.

La réalisation de combos impressionnants a pour effet d'achever l'adversaire au terme de ses deux barres de vie (le joueur doit attendre que l'adversaire soit presque mort, c’est-à-dire que sa jauge clignote) :
- l'Ultra Combo. Il faut engager un combo suivi de la manipulation correspondant à l'Ultra Combo du personnage. Une combinaison d'une vingtaine de coups en plus des coups portés au départ s'enchaînent sans que le joueur n'ait besoin de retoucher à la manette ;
- l'Ultimate Combo achève l'adversaire avec un combo se terminant par une « fatalité ».

## Développement
Killer Instinct a d'abord été réalisé sur borne d'arcade, utilisant un matériel développé par Rare et Midway. À partir de l'année suivante, un projet d'adaptation mené conjointement avec Nintendo prévoit le développement du jeu sur la nouvelle Ultra 64 — nom de code de la Nintendo 64. Cependant, la console prend du retard et Killer Instinct sera finalement adapté sur Super Nintendo et Game Boy.
Lors de sa sortie, Killer Instinct fut une véritable révolution graphique, les studios Rare ayant bénéficié du savoir-faire déjà mis en pratique pour la série Donkey Kong Country : la modélisation Alias 3D des décors et des personnages sur ordinateur SGI pour obtenir des sprites de haute qualité. Le jeu repose sur une cartouche 32 Mbits, des voix digitalisées et une ambiance sonore apocalyptique. Cependant, la version SNES est graphiquement moins aboutie que son homologue d'arcade, notamment au niveau des animations, mais qu'elle offre cependant des modes de jeux plus nombreux et une difficulté moins élevée.
La cartouche noire SNES du jeu, facilement reconnaissable, remporta un vif succès lors de sa sortie. C'est également la version de Killer Instinct la plus en circulation dans son édition originale (hors émulation).
La borne Killer Instinct fut la première borne d'arcade à disposer d'un disque dur interne.

## Bande sonore
Albums de Divers
Killer Instinct Gold Cuts
(1996)
Killer Cuts est la bande son du jeu Killer Instinct sortie en 1995. Le disque comporte 15 pistes plus un titre bonus placé en tant que 30e morceau, les pistes de 16 à 29 sont vides et durent chacune 0:04 secondes.
| 1.  | K.I. Feeling (Orchid's stage remix)             | 3:45 |
| 2.  | The Way U Move                                  | 3:58 |
| 3.  | Controlling Transmission (Glacius' stage remix) | 3:56 |
| 4.  | Oh Yeah (Thunder's stage remix)                 | 3:23 |
| 5.  | It's a Jungle                                   | 3:04 |
| 6.  | Do It Now! (Jago's stage remix)                 | 3:55 |
| 7.  | Full-bore (Fulgore's stage remix)               | 3:16 |
| 8.  | The Instinct (Main theme remix)                 | 4:53 |
| 9.  | Yo Check This Out! (Combo's stage remix)        | 1:36 |
| 10. | Freeze (Street stage remix)                     | 2:11 |
| 11. | Trailblazer (Cinder's stage remix)              | 1:50 |
| 12. | Tooth & Claw (Sabrewulf's stage remix)          | 3:09 |
| 13. | Ya Ha Haa (Spinal's stage remix)                | 3:00 |
| 14. | Rumble (Riptor's stage remix)                   | 2:11 |
| 15. | The Extreme (Eyedol's stage remix)              | 2:33 |
| 30. | Humiliation (titre caché)                       | 0:40 |

## Postérité
La série Killer Instinct comprend deux épisodes sur borne d'arcade : Killer Instinct (également édité pour Super Nintendo et Game Boy) et Killer Instinct 2. Un épisode partiellement adapté du deuxième volet, Killer Instinct Gold, a été le premier jeu développé par Rare sur Nintendo 64.
Lundi 10 juin 2013, dans le cadre du festival E3 2013 de Los Angeles, un nouveau opus développé par Double Helix Games et titré Killer Instinct, est annoncé en exclusivité sur Xbox One.